# Zach Sawchenko
Zachary "Zach" Sawchenko, född 30 december 1997, är en kanadensisk professionell ishockeymålvakt som är kontrakterad till San Jose Sharks i National Hockey League (NHL) och spelar för San Jose Barracuda i American Hockey League (AHL).
Han har tidigare spelat för Allen Americans i ECHL och Moose Jaw Warriors i Western Hockey League (WHL).
Sawchenko blev aldrig NHL-draftad.